# دهستان کلاترزان
دهستان کلاترزان نام دهستانی در بخش کلاترزان شهرستان سنندج، استان کردستان در ایران است. براساس سرشماری مرکز آمار ایران در سال ۱۳۸۵، جمعیت آن ۸۱۹۶ نفر (۱۹۰۰ خانوار) بوده‌است.